# برونسون (کارولینای جنوبی)
برونسون(به انگلیسی: Brunson) شهری در ایالت کارولینای جنوبی کشور ایالات متحده آمریکا است که جمعیت آن در سرشماری سال ۲۰۱۰ میلادی، ۵۵۴ نفر بوده‌است.